# Diocesi di Tôlagnaro
La diocesi di Tôlagnaro (in latino: Dioecesis Tolagnarensis) è una sede della Chiesa cattolica in Madagascar suffraganea dell'arcidiocesi di Toliara. Nel 2022 contava 175.214 battezzati su 1.119.310 abitanti. È retta dal vescovo Luc Olivier Razafitsimialona.

## Territorio
La diocesi comprende le regioni di Androy e di Anosy nella provincia di Toliara nel sud del Madagascar.
Sede vescovile è la città di Tolagnaro, dove sorge la cattedrale di San Vincenzo de' Paoli.
Il territorio è suddiviso in 19 parrocchie.

## Storia
Il vicariato apostolico del Madagascar meridionale fu eretto il 16 gennaio 1896 con il breve Quae catholico nomini di papa Leone XIII, ricavandone il territorio dal vicariato apostolico del Madagascar (oggi arcidiocesi di Antananarivo). In origine comprendeva tutto il Madagascar a sud del 22º grado di latitudine sud.
Il 20 maggio 1913 in virtù del decreto Cum in generalibus della Sacra Congregazione per la Propagazione della Fede cambiò nome in favore di vicariato apostolico di Fort-Dauphin.
Il 14 settembre 1955 con la bolla Dum tantis di papa Pio XII il vicariato apostolico è stato elevato a diocesi suffraganea dell'arcidiocesi di Tananarive (oggi arcidiocesi di Antanarivo).
L'8 aprile 1957 ha ceduto porzioni del suo territorio a vantaggio dell'erezione delle diocesi di Farafangana e di Tuléar (oggi arcidiocesi di Toliara).
L'11 dicembre 1958 entrò a far parte dalla provincia ecclesiastica dell'arcidiocesi di Fianarantsoa.
Il 7 aprile 1960, con la lettera apostolica Studio inflammatus, papa Giovanni XXIII ha proclamato San Vincenzo de Paoli patrono principale della diocesi.
Il 13 aprile 1967 ha ceduto un'altra porzione del suo territorio a vantaggio dell'erezione della diocesi di Ihosy.
Il 23 novembre 1989 ha assunto il nome attuale per effetto del decreto Apostolicis sub plumbo della Congregazione per l'evangelizzazione dei popoli.
Il 3 dicembre 2003 è divenuta suffraganea dell'arcidiocesi di Toliara.

## Cronotassi dei vescovi
Si omettono i periodi di sede vacante non superiori ai 2 anni o non storicamente accertati.
- Jean-Jacques Crouzet, C.M. † (16 gennaio 1896 - 8 gennaio 1933 deceduto)
- Antoine Sévat, C.M. † (8 gennaio 1933 succeduto - ottobre 1952 dimesso)
- Alphonse-Marie-Victor Fresnel, C.M. † (4 marzo 1953 - 26 settembre 1968 dimesso[3])
- Jean-Pierre-Dominique Zévaco, C.M. † (26 settembre 1968 - 24 aprile 2001 ritirato)
- Vincent Rakotozafy (24 aprile 2001 - 5 dicembre 2023 ritirato)
- Luc Olivier Razafitsimialona, dal 5 dicembre 2023

## Statistiche
La diocesi nel 2022 su una popolazione di 1.119.310 persone contava 175.214 battezzati, corrispondenti al 15,7% del totale.
| anno | popolazione | popolazione | popolazione | presbiteri | presbiteri | presbiteri | presbiteri                | diaconi | religiosi | religiosi | parrocchie |
| anno | battezzati  | totale      | %           | numero     | secolari   | regolari   | battezzati per presbitero | diaconi | uomini    | donne     | parrocchie |
| ---- | ----------- | ----------- | ----------- | ---------- | ---------- | ---------- | ------------------------- | ------- | --------- | --------- | ---------- |
| 1950 | 67.500      | 900.000     | 7,5         | 38         | 6          | 32         | 1.776                     |         | 32        | 59        | 177        |
| 1970 | 19.000      | 371.550     | 5,1         | 24         | 2          | 22         | 791                       |         | 32        | 63        | 13         |
| 1980 | 31.000      | 480.000     | 6,5         | 36         | 3          | 33         | 861                       |         | 49        | 75        | 16         |
| 1990 | 52.000      | 600.000     | 8,7         | 35         | 3          | 32         | 1.485                     |         | 44        | 72        | 15         |
| 1999 | 80.080      | 856.200     | 9,4         | 36         | 9          | 27         | 2.224                     |         | 41        | 84        | 12         |
| 2000 | 75.500      | 825.000     | 9,2         | 35         | 7          | 28         | 2.157                     |         | 42        | 130       | 12         |
| 2001 | 78.304      | 689.416     | 11,4        | 33         | 8          | 25         | 2.372                     |         | 36        | 111       | 12         |
| 2002 | 94.972      | 825.000     | 11,5        | 34         | 8          | 26         | 2.793                     |         | 38        | 103       | 13         |
| 2003 | 94.972      | 824.000     | 11,5        | 36         | 8          | 28         | 2.638                     |         | 37        | 104       | 13         |
| 2004 | 100.000     | 860.000     | 11,6        | 37         | 9          | 28         | 2.702                     |         | 47        | 118       | 16         |
| 2010 | 97.178      | 1.008.000   | 9,6         | 32         | 11         | 21         | 3.036                     |         | 37        | 100       | 16         |
| 2014 | 128.000     | 1.120.000   | 11,4        | 37         | 17         | 20         | 3.459                     |         | 36        | 98        | 16         |
| 2017 | 112.600     | 1.248.900   | 9,0         | 38         | 19         | 19         | 2.963                     |         | 35        | 97        | 15         |
| 2020 | 126.770     | 1.405.980   | 9,0         | 47         | 28         | 19         | 2.697                     |         | 32        | 100       | 17         |
| 2022 | 175.214     | 1.119.310   | 15,7        | 45         | 25         | 20         | 3.893                     |         | 34        | 99        | 19         |